# Levis (motocicleta)
Levis fou una marca anglesa de motocicletes, fabricades entre el 1911 i el 1940 per Butterfields Ltd. a Birmingham. Durant força anys, Levis fou un dels principals fabricants anglesos de motocicletes de dos temps, un tipus de motor que va fer servir de bon començament. El 1928, l'empresa va afegir una línia de models de quatre temps que va funcionar fins al 1941, quan Levis va cessar la producció.
La primera Levis va ser feta a la fàbrica de Norton pel dissenyador Howard (Bob) Newey, però James Norton va rebutjar el projecte. Newey es va unir llavors amb els Butterfield -Arthur, Billy i la seva germana Daisy- per a fundar una empresa de motocicletes (més tard, Newey i Daisy es van casar).

## Història

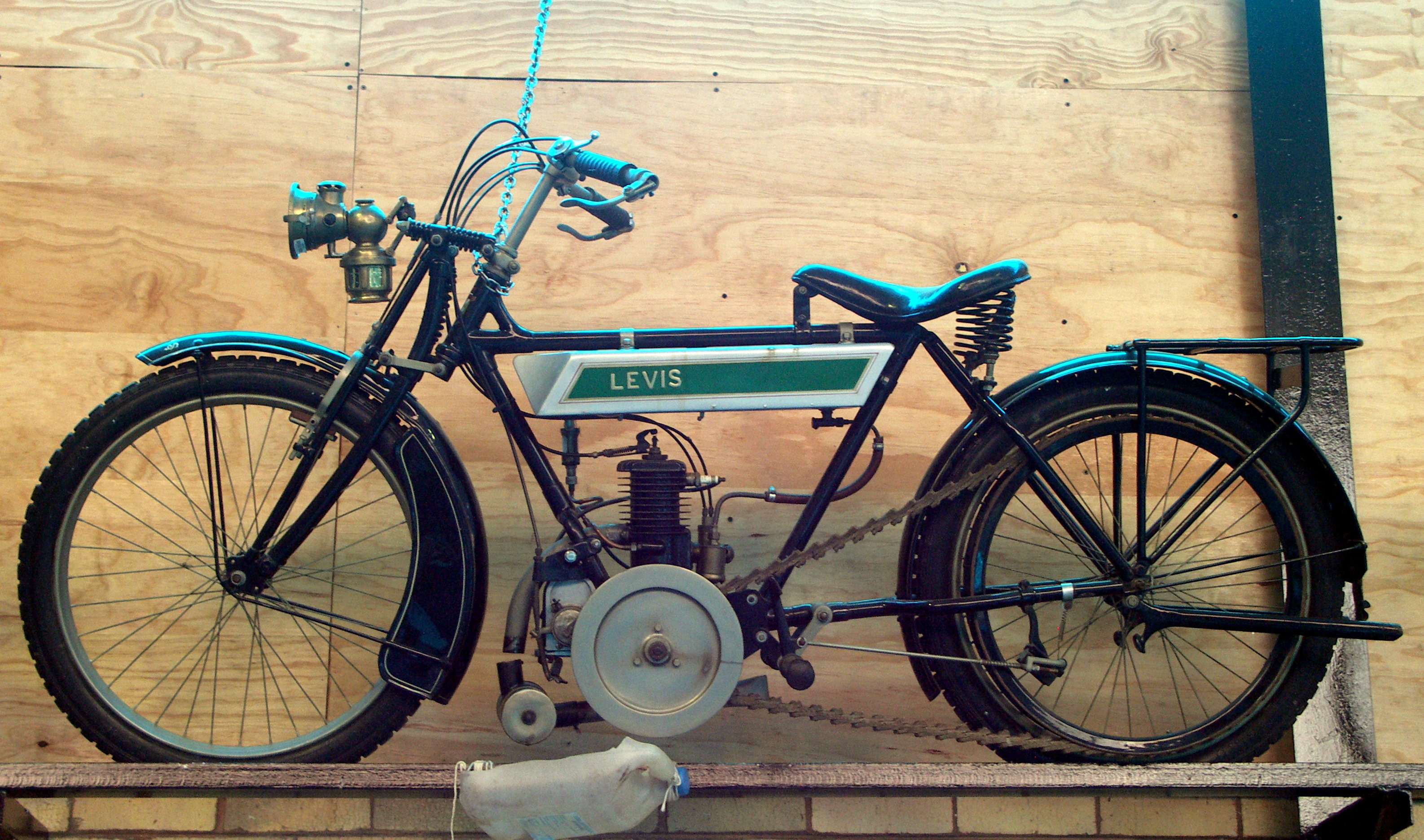
Una motocicleta Levis amb la distintiva transmissió per corretja

El primer model de la marca, amb motor vertical de dos temps, tenia una cilindrada de 211 cc. El 1916, aquest motor lliurava 3 CV. Una cadena tancada des del cigonyal feia funcionar la magneto Fellows i movia la roda posterior mitjançant una corretja Pedley 'Vee'. La moto pesava aproximadament 54 kg.
El primer èxit en competició de la marca va ser amb una moto de 247 cc a la classe Lightweight 250 del Junior TT de 1920, èxit que repetí al Lightweight TT de 1922. A continuació, l'empresa va adoptar l'eslògan "El Dos Temps Vencedor" (The Master Two Stroke).
Levis va produir motocicletes monocilíndriques amb triple port de 211 cc i 246 cc, també en versions esportives. La majoria tenien un diàmetre per carrera de 67 x 70 mm, i també n'hi havia un model de sis ports.
A partir de 1928, Levis va produir motocicletes de quatre temps de 247 cc (67 x 70 mm) i 346 cc (70 x 90 mm), i més tard va afegir a la gamma models de 498 i 600 cc ohv. Durant un breu període, Levis va fabricar també un model monocilíndric de vàlvula lateral de 346 cc i un de 247 cc SOHC amb arbre de lleves al cap accionat per cadena.
Pilotades per Geoff Davison, R. O. Clark, Phil Pike i altres, les Levis de dos temps van guanyar nombroses curses (entre elles el ja esmentat Lightweight TT de 1922), mentre que les de quatre temps van destacar en competicions de fora d'asfalt. Percy Hunt va pilotar un model de 346 cc amb èxit en diverses curses, i just abans de la Segona Guerra Mundial, Bob Foster va aconseguir diverses victòries amb una Levis ohv de 598 cc en proves de trial i motocròs.

## Actualitat
El 2014, la marca de motocicletes Levis va ser adquirida per David Redshaw, del grup Auto Crowd Group, una empresa que proporciona clubs d'automòbils, motocicletes, iots i aviació en línia.

## Models

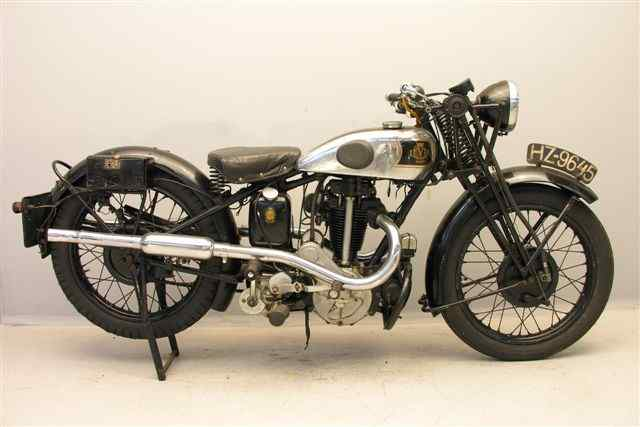
Model OHV 350 cc de 1932

- 1911–1925 211 cc Levis (TS[a] Model 'Popular')
- 1926 246 cc Levis (TS Model 'K')
- 1927 246 cc Levis (TS Model 'O')
- 1928 346 cc Levis (OHV Model 'A')
- 1938 496 cc Levis (OHV Model 'D-Special')

1. ↑  'TS' volia dir Two Stroke ("Dos Temps")[3]